# Логи (Логойський район)
Логи — (біл. вёска Логі), село (веска) в складі Логойського району розташоване в Мінській області Білорусі, підпорядковане Швабській сільській раді.
Село Логи розташоване в центральних районах Білорусі, у північній частині Мінської області.